# Muhammad ibn Muhammad ibn Khalil al-Asadi
Pour les articles homonymes, voir al-Asadi.
 (août 2022).
 (août 2022).
La mise en forme du texte ne suit pas les recommandations de Wikipédia : il faut le « wikifier ».
Les points d'amélioration suivants sont les cas les plus fréquents. Le détail des points à revoir est peut-être précisé sur la page de discussion.
- Les titres sont pré-formatés par le logiciel. Ils ne sont ni en capitales, ni en gras.
- Le texte ne doit pas être écrit en capitales (les noms de famille non plus), ni en gras, ni en italique, ni en « petit »…
- Le gras n'est utilisé que pour surligner le titre de l'article dans l'introduction, une seule fois.
- L'italique est rarement utilisé : mots en langue étrangère, titres d'œuvres, noms de bateaux, etc.
- Les citations ne sont pas en italique mais en corps de texte normal. Elles sont entourées par des guillemets français : « et ».
- Les listes à puces sont à éviter, des paragraphes rédigés étant largement préférés. Les tableaux sont à réserver à la présentation de données structurées (résultats, etc.).
- Les appels de note de bas de page (petits chiffres en exposant, introduits par l'outil «  Source ») sont à placer entre la fin de phrase et le point final[comme ça].
- Les liens internes (vers d'autres articles de Wikipédia) sont à choisir avec parcimonie. Créez des liens vers des articles approfondissant le sujet. Les termes génériques sans rapport avec le sujet sont à éviter, ainsi que les répétitions de liens vers un même terme.
- Les liens externes sont à placer uniquement dans une section « Liens externes », à la fin de l'article. Ces liens sont à choisir avec parcimonie suivant les règles définies. Si un lien sert de source à l'article, son insertion dans le texte est à faire par les notes de bas de page.
- La présentation des références doit suivre les conventions bibliographiques. Il est recommandé d'utiliser les modèles {{Ouvrage}}, {{Chapitre}}, {{Article}}, {{Lien web}} et/ou {{Bibliographie}}. Le mode d'édition visuel peut mettre en forme automatiquement les références.
- Insérer une infobox (cadre d'informations à droite) n'est pas obligatoire pour parachever la mise en page.

Pour une aide détaillée, merci de consulter Aide:Wikification.
Si vous pensez que ces points ont été résolus, vous pouvez retirer ce bandeau et améliorer la mise en forme d'un autre article.
Muhammad ibn Muhammad ibn Khalil al-Asadi (en arabe : الأسدي), né et mort à des dates inconnues au cours du XVe siècle, est un auteur et savant d'origine syrienne qui connut les dernières décennies du Sultanat mamelouk d'Égypte. 

## Biographie
Al-Asadī est un savant de la période "post-khaldounienne" qui a pour principale caractéristique la sauvegarde d'une pensée économique basée sur les traditions arabo-islamiques. Contrairement au célèbre Ahmad al-Maqrîzî qui est considéré comme le principal historien social et économique de la période mamelouke, al-Asadī connut peu de notoriété et son nom ne fut pas largement retenu chez les historiens modernes. Pourtant, al-Asadi traite de questions économiques, financières et sociales cruciales pour son époque et aborde des questions essentielles telles que la gestion efficace du marché, la distribution publique de denrées alimentaires, l'élimination des monopoles, la réforme monétaire, les recettes publiques et les dépenses, les conséquences de la fiscalité. Il propose aussi une tentative embryonnaire de quantifier la production et la distribution et de mesurer l'inflation. 
Il aurait vécu la plus grande partie de sa vie dans la ville de Damas. 

## Travaux
Al-Asadī serait l'auteur de nombreux travaux qui traitent des problèmes socio-économiques de son époque, mais une seule œuvre majeure nous est parvenue : al-Taysīr (la "facilitation"ou la "simplification"). Dans cette œuvre, il émet de nombreuses propositions pour offrir à l'économie mamelouke une nouvelle vigueur à travers des réformes radicales et courageuses.

## Œuvre principale
Al-Taysīr wa-l-iʿtbār wa-l taḥrīr wa-l-ikhtibār fī-mā yaǧibu min ḥusn al-tadbīr wa-l-naṣiḥa fī l-al-taṣarruf wa-l-ikhtiyār, Dār al-fikr al-ʿarabi, Le Caire, 1968, 221 p.